# Comuna Șatrîșce, Iampil
Șatrîșce (în ucraineană Шатрище) este o comună în raionul Iampil, regiunea Sumî, Ucraina, formată din satele Derajnea, Papirnea, Șatrîșce (reședința) și Skobîcivske.

## Demografie
Componența lingvistică a comunei Șatrîșce
     Ucraineană (86,09%)
     Rusă (13,71%)
     Alte limbi (0,2%)
Conform recensământului din 2001, majoritatea populației comunei Șatrîșce era vorbitoare de ucraineană (86,09%), existând în minoritate și vorbitori de rusă (13,71%).